# Salisbury Bight
Salisbury Bight – zatoka (bight) zatoki John Bay w kanadyjskiej prowincji Nowa Szkocja, w hrabstwie Pictou; nazwa urzędowo zatwierdzona 6 maja 1947.